# Montemor-o-Novo
Montemor-o-Novo là một huyện thuộc tỉnh Évora, Bồ Đào Nha. Huyện này có diện tích 1232 km², dân số thời điểm năm 2001 là 18578 người.